# Leonard Matlovich
Leonard Philip Matlovich (Savannah, 6 luglio 1943 – West Hollywood, 22 giugno 1988) è stato un attivista e militare statunitense, veterano della guerra del Vietnam.
Leonard Matlovich è noto per le sue battaglie per l'affermazione dei diritti LGBT ed in particolare contro l'esclusione degli omosessuali dalle forze armate statunitensi (avendo vissuto un episodio simile in prima persona ed essendo stato il primo membro gay delle forze armate a fare coming out).

## Biografia

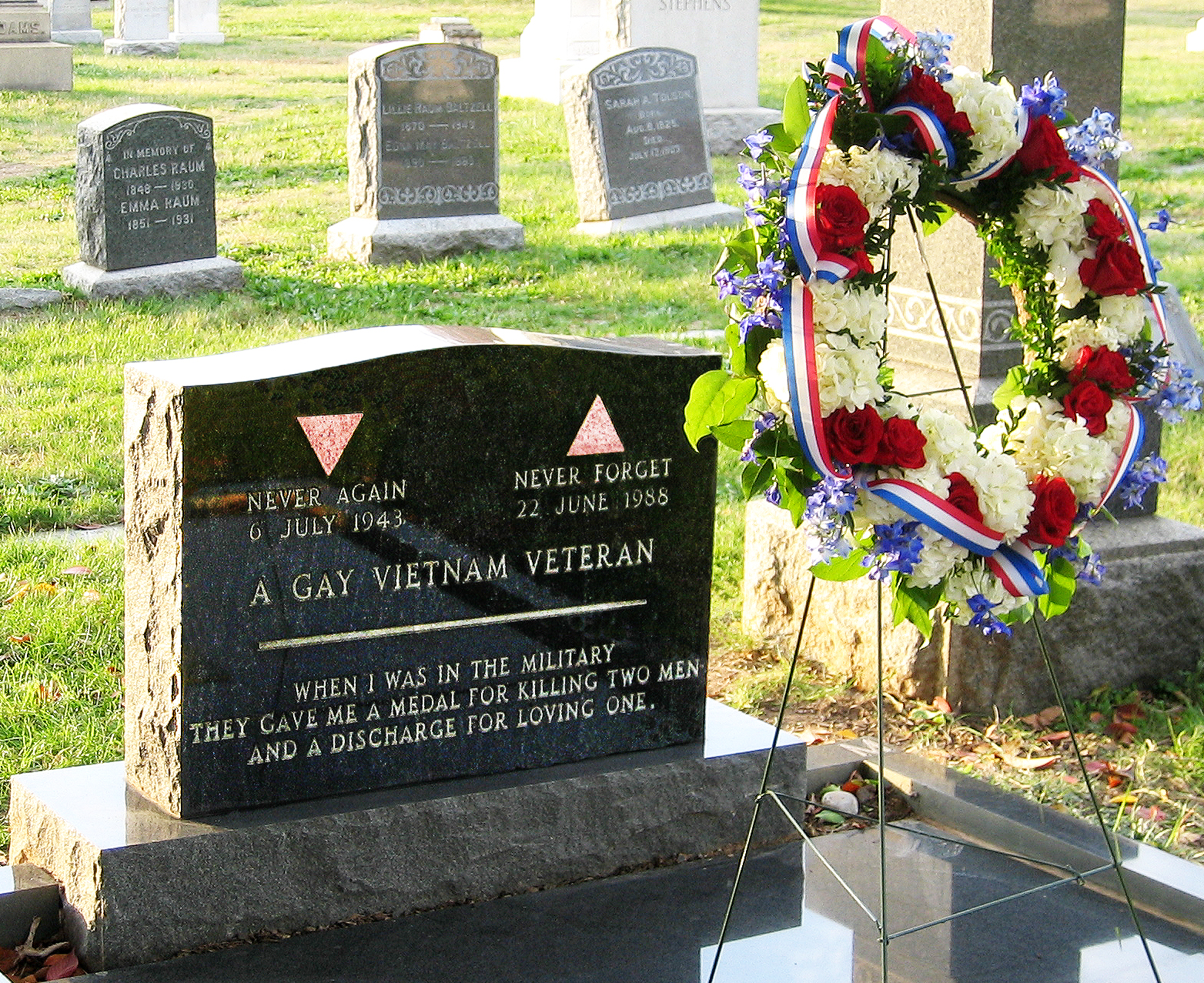
La lapide posta sulla tomba di Leonard Matlovich riportante l'incisione: "Quando ero nell'esercito, mi hanno dato una medaglia per aver ucciso due uomini e un licenziamento per averne amato uno".

Fu attivo contro l'esclusione degli omosessuali dalle forze armate statunitensi, tanto da divenire negli anni settanta del XX secolo la persona LGBT più famosa negli USA insieme ad Harvey Milk. La sua lotta per rimanere nella United States Air Force dopo l'uscita allo scoperto divenne un caso mediatico attorno al quale la comunità gay si mobilitò. Intorno al suo caso vennero pubblicati articoli su giornali e riviste in tutto il paese, interviste televisive e anche un film televisivo sulla NBC.
L'8 settembre 1975 la sua foto, corredata dall'emblematica didascalia "Io sono un omosessuale", apparve sulla copertina del Time magazine, rendendolo di conseguenza un'icona della comunità gay di tutto il mondo; tra l'altro con questo gesto egli passò alla storia come la prima persona apertamente gay a comparire sulla copertina di una rivista statunitense: a tal proposito, l'autore Randy Shilts dichiarò: "Per la prima volta il giovane movimento gay aveva realizzato la copertina di un importante settimanale. Per un movimento ancora in lotta per la legittimità, l'evento rappresentò un importante punto di svolta".
Il 22 giugno del 1988, a pochi giorni dal suo 45º compleanno, Matlovich morì mentre si trovava sotto una grande foto di Martin Luther King a causa di complicazioni dovute all'HIV/AIDS. Nella sua tomba non è registrato il suo nome, in quanto essa vuole rappresentare un monumento dedicato a tutti i soldati gay e non esclusivamente ad uno soltanto. Nella lapide si legge: "Quando ero nell'esercito, mi hanno dato una medaglia per aver ucciso due uomini e un licenziamento per averne amato uno". Riposa al Cimitero del Congresso, nella stessa fila in cui sono conservate le spoglie del direttore dell'FBI John Edgar Hoover.